# Оптическая иллюзия
Оптическая иллюзия, также зрительная иллюзия — ошибка в зрительном восприятии, вызванная неточностью или неадекватностью процессов неосознаваемой коррекции зрительного образа (лунная иллюзия, неверная оценка длины отрезков, величины углов или цвета изображённого объекта, иллюзии движения, «иллюзия отсутствия объекта» — баннерная слепота и др.), а также физическими причинами («сплюснутая Луна», «сломанная ложка» в стакане с водой). Причины оптических иллюзий исследуют как при рассмотрении физиологии зрения, так и в рамках изучения психологии зрительного восприятия.
В художественных изображениях намеренное искажение перспективы вызывает особые эффекты, лучше всего известные по работам Мориса Эшера (см., например, его литографии: «Вверх и вниз» (1947), «Выпуклое и вогнутое» (1955), «Бельведер» (1958) и т. д.
Создание оптических иллюзий часто было темой работ Сальвадора Дали (см., например, его картины «Невольничий рынок с явлением незримого бюста Вольтера» (1938), «Лебеди, отражающиеся в слонах» (1937) и т. д.).
Некоторые оптические иллюзии изучались в рамках гештальтпсихологии (напр. Акиёси Китаока).

## Иллюзии зрительной системы

### Обман зрения
Существует эффект зрительного восприятия, когда наблюдатель сознательно или же непроизвольно даёт не соответствующее действительности объяснение наблюдаемой им картине. Он хорошо известен каждому, кто наблюдал бегущие по небу облака, подчас принимающие форму известных зрительных объектов. Такой же эффект может иметь место при наблюдении картины распределения теней трёхмерных объектов при некоторых их ракурсах по отношению к источникам света.
Именно этим объясняются имеющие форму сенсации в средствах массовой информации сообщения о наблюдении на Марсе человеческой головы и т. п.
Вместе с тем объяснение случайно созданного пятна иногда используется психологами для выяснения свойств интеллекта испытуемого, у которого обман зрения вызывается преднамеренно. (Тест по пятну Роршаха)

### Иллюзии восприятия цвета
Уже около ста лет известно, что когда на сетчатке глаза возникает изображение, состоящее из светлых и тёмных областей, свет от ярко освещённых участков как бы перетекает на тёмные участки. Это явление называется оптической иррадиацией.
Одна из таких иллюзий описана в 1995 году профессором Массачусетского технологического института Эдвардом Адельсоном («иллюзия тени Адельсона»). Он обратил внимание, что восприятие цвета существенно зависит от фона и одинаковые цвета на разном фоне воспринимаются нами как разные, даже если находятся близко и видны нами одновременно.

### Восприятие глубины
Иллюзии восприятия глубины — неадекватное отражение воспринимаемого предмета и его свойств. В настоящее время наиболее изученными являются иллюзорные эффекты, наблюдаемые при зрительном восприятии двухмерных контурных изображений. Мозг бессознательно видит рисунки только одновыпуклые (одновогнутые). Восприятие зависит от направления внешнего (реального или подразумеваемого) освещения.
3D эффект (2D изображения кажутся объёмными):

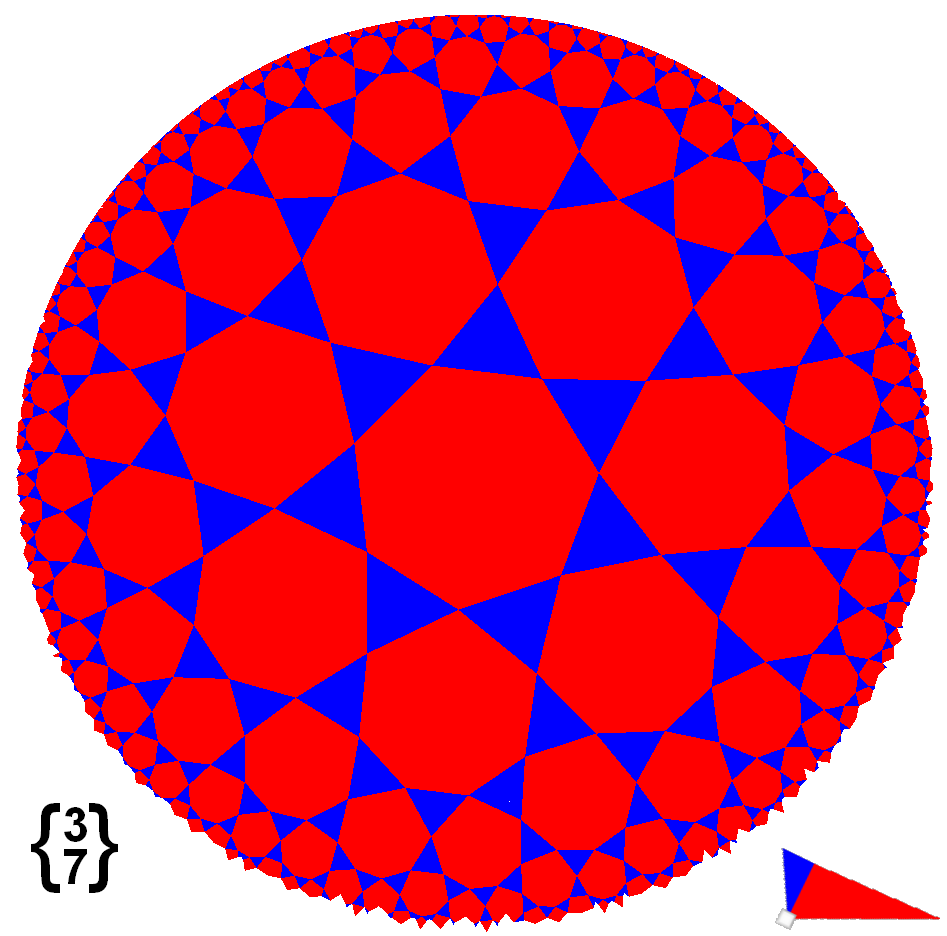
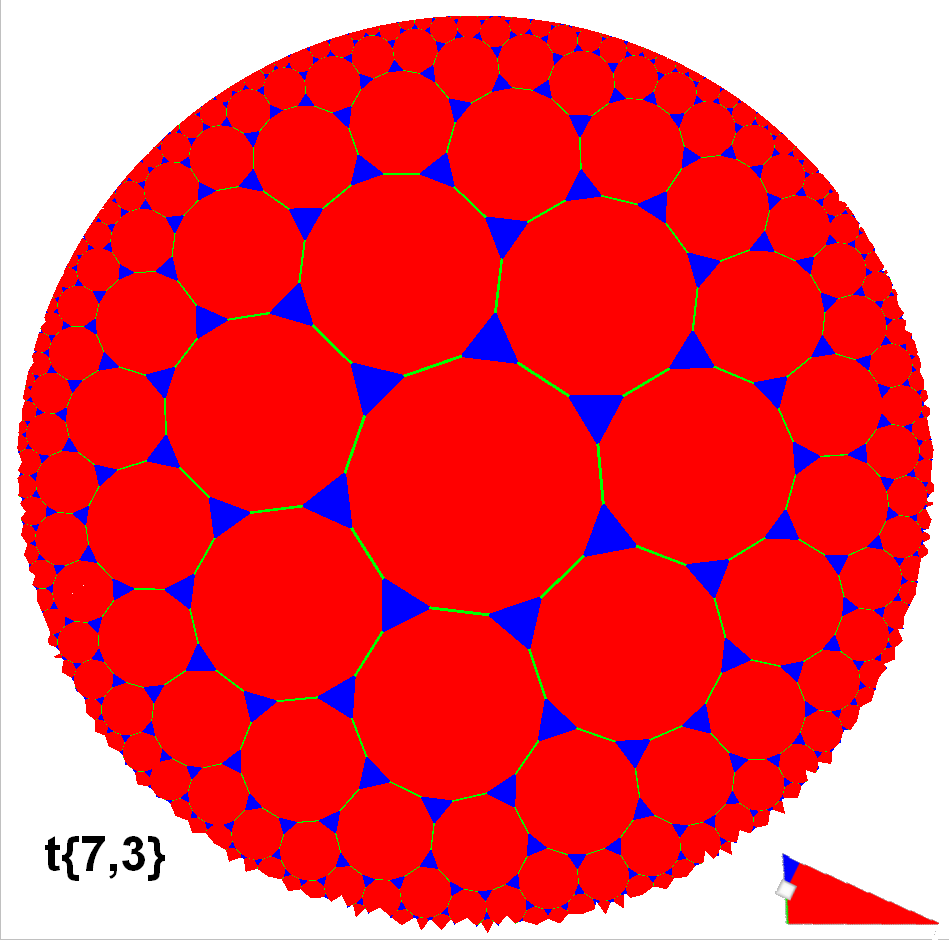

Отрицательная диспаратность создаёт условия для восприятия человеком иллюзии обратной перспективы. То есть, если человек будет смотреть на вогнутый или выпуклый предмет, например, через псевдоскоп, то в его поле зрения предмет будет выглядеть выпуклым или вогнутым соответственно. Эта иллюзия лучше всего наблюдается при рассмотрении простых симметричных объектов.

### Восприятие размера
Иллюзии часто приводят к совершенно неверным количественным оценкам реальных геометрических величин. Оказывается, что можно ошибиться на 25 % и больше, если глазомерные оценки не проверить линейкой.
Глазомерные оценки геометрических реальных величин очень сильно зависят от характера фона изображения. Это относится к длинам (иллюзия Понцо), площадям, радиусам кривизны. Можно показать также, что сказанное справедливо и в отношении углов, форм и так далее.

### Перевёртыши

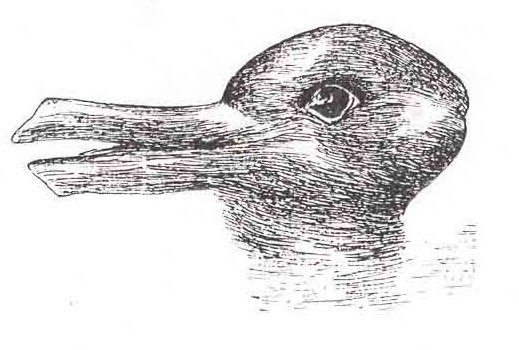
Перевёртыш-«уткозаяц»

Перевёртыш — вид оптической иллюзии, в которой от направления взгляда зависит характер воспринимаемого объекта. Одной из таких иллюзий является «утко-заяц»: изображение может трактоваться и как изображение утки, и как изображение зайца. Такой вид рисунков был весьма моден в 18—19 веках.

### Стерео-иллюзии
Дефекты периодических текстур (Бела Юлеш, Венгрия) создают иллюзию объёма так же, как и обычная стереопара. За счёт периодичности возможно ложное зрительное совмещение соседних повторяющихся элементов в один при нарушении нормальной координации между конвергенцией глаз и аккомодацией хрусталиков. В этом случае рисунок кажется расположенным ближе или дальше истинного расстояния от наблюдателя, а намеренно добавленные дефекты воспринимаются, как объёмные элементы.
Метод позволяет совмещать обе части стереопары в одном изображении, снимая ограничения на их размер, однако накладывает некоторые ограничения на содержание рисунков и практически рассчитывается с помощью компьютеров.

### Иллюзия наклонной башни
| |  |
| Кажется, что эти фотографии сняты под разными углами. На самом деле это две идентичные фотографии, поставленные рядом. |  |

При рассмотрении двух идентичных картинок, находящихся рядом и искажённых перспективой, может возникнуть впечатление, что они сняты под разным углом. Этот эффект был описан в 2007 году, и назван иллюзией наклонной башни, так как он был показан на примере Пизанской башни. В 2007 году этот эффект получил первое место в конкурсе Лучшая иллюзия года.

### Комната Эймса
Комната, придуманная Адельбертом Эймсом младшим в 1946 году, представляет собой пример трёхмерной оптической иллюзии. Комната спроектирована таким образом, что при взгляде спереди кажется обычной, с перпендикулярными стенами и потолком. На самом деле, форма комнаты представляет собой трапецию, где дальняя стена расположена под очень острым углом к одной стене и, соответственно, под тупым углом к другой. Правый угол, таким образом, значительно ближе к наблюдателю, чем левый.
За счёт иллюзии, усиливаемой соответственно искажёнными шахматными клетками на полу и стенах, человек, стоящий в ближнем углу, выглядит великаном по сравнению со стоящим в дальнем. Когда человек переходит из угла в угол, наблюдателю кажется, что он резко растёт или, наоборот, уменьшается.

### Движущиеся иллюзии
Эффект усиливается при наклонах, вращениях, приближении/отдалении головы
- Неподвижное изображение кажется движущимся
- При рассматривании одинаковых движущихся мячей, можно увидеть, что они разного размера.
- Одно и то же анимационное изображение может изображать вращающийся объект по часовой, против часовой или попеременно (совершать колебательные движения).

### Иллюзия радужного ореола и лучей
При некоторых условиях (в вечернее и в ночное время, в затемнённом помещении) вокруг светящихся объектов можно увидеть радужный ореол и лучи, которых на самом деле нет. Это легко проверить закрыв пальцем часть радужного ореола и лучей, при этом радужный ореол и лучи окажутся перед пальцем, что доказывает, что вокруг светящегося объекта радужного ореола и лучей нет, а радужный ореол и лучи возникает в оптической системе глаза. Это ещё раз подтверждает, что зрение человека не совершенно и человек видит не всё, что существует в пространстве, а иногда видит то, чего не существует в пространстве.

## Иллюстрации

Иллюзия «Окружности или спирали?»
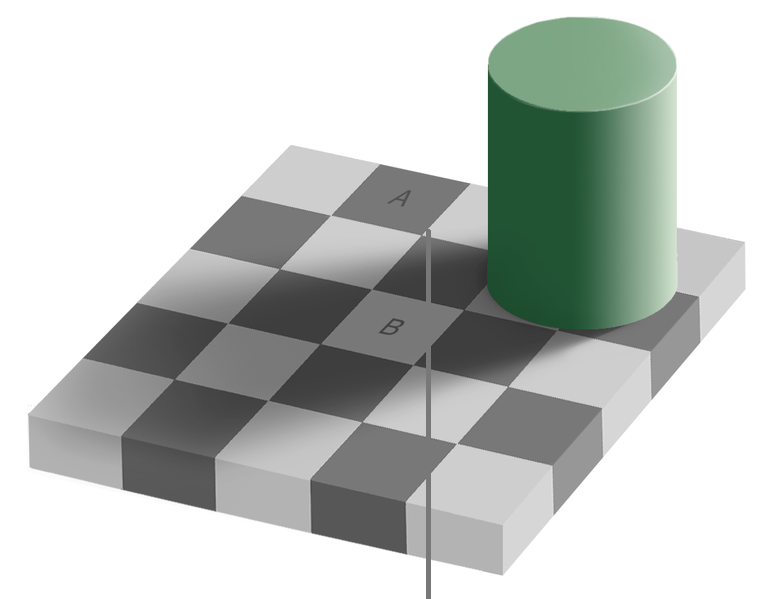
Параллелограммы А и В, линия, проходящая через них — всё одного цвета
Параллелограммы А и В в действительности одного цвета, что становится видно, если соединить их
Контрастная иллюзия
Эффект Маккалоу: Все фрагменты квадрата одного цвета, однако если увеличить изображение, будет казаться что два фрагмента имеют красный оттенок.
- Крутящаяся танцовщица кажется, движется как по часовой стрелке, так и против часовой стрелки